# Alessandro Barca
Alessandro Barca, né à Bergame, le 26 novembre 1741 et mort dans cette même ville le 13 juin 1814, est un chimiste italien.

## Œuvres
Alessandro Barca publia un mémoire sur la décomposition de l’acide phlogistique. Cette publication précéda les observations analogues de Claude-Louis Berthollet, qui se plut à le reconnaître dans un de ses écrits sur l’acide prussique. Les idées de Barca sur la sursaturation sont contemporaines de celles de Louis-Bernard Guyton-Morveau sur le même sujet. Barca est mort le 13 juin 1814.